# 鏡花狂恋
『鏡花狂恋』（きょうかきょうれん）は、1993年に公開された、東北新社製作の映画である。監督は服部光則。近藤真彦主演作品。

## ストーリー
血のつながりのない姉妹と1人の男が繰り広げる、心を2つにひきさかれそうな妖しく激しい恋を描く。

## キャスト
- 近藤真彦
- 桐島かれん
- 上野美津恵
- 伊武雅刀
- 堀内正美
- 三谷昇

## スタッフ
- 監督：服部光則
- 製作：鍋島寿夫、村上慧
- 脚本：岸田理生
- 原作：「星女郎」今泉鏡花
- 撮影：中堀正夫
- 音楽：淡海悟郎
- 製作協力：NHKエンタープライズ